# مقاطعة بيكوس (تكساس)
مقاطعة بيكوس (بالإنجليزية: Pecos  County)‏ هي إحدى المقاطعات في ولاية تكساس، الولايات المتحدة الأمريكية، يبلغ عدد سكانها 15,507 نسمة طبقا لإحصاء عام 2010 .

موقع المقاطعة في ولاية تكساس